# Bob Morris
Robert "Bob" Morris, född den 4 oktober 1948, är en australisk före detta racerförare.

## Racingkarriär
Morris inledde sin tävlingskarriär genom sin far Ray Morris i sportsedanracing. Han gjorde sin debut i ATCC 1973, och han slutade på tionde plats i serien. 1974 slog Morris igenom med en sammanlagd andraplats bakom Peter Brock, vilket han följde upp med sjätteplatser både 1975 och 1976. Samma år vann Morris Bathrust 1000 km tillsammans med John Fitzpatrick. Han blev sedan femma i ATCC 1977, innan han hade sina två bästa säsonger i karriären. 1978 slogs han om titeln med Brock, som till slut vann med två poäng marginal. Morris revansch kom det följande året, då han vann titeln sju poäng före Brock. Efter att ha blivit femma 1980 och trettonde 1981 körde inte Morris något mer i ATCC.